# Ramon Martí (teòleg)
Ramon o Raimon Martí (Subirats, ~1220 - Barcelona, 1284) va ser un frare dominic de l'escola de Ramon de Penyafort, el millor especialista en coneixements aràbics i jueus del seu temps, així com un aferrissat lluitador teològic contra l'islam i el judaisme. És autor d'un Vocabulista in arabico, diccionari àrab-llatí per a ús dels missioners cristians, i d'una Explanatio symboli apostolorum, on resumia els arguments apologètics a favor de la fe cristiana.
Prengué els hàbits al convent de Santa Caterina de Barcelona i fou un dels vuit escollits pel mestre general de l'ordre Joan de Wildeshausen, per estudiar àrab, hebreu i caldeu. El 1263 va intervenir en la gran controvèrsia pública que hi va haver a Barcelona entre teòlegs cristians i rabins (com ara Salomó ben Adret), en la qual els segons van aguantar molt bé. Com a conseqüència del resultat de la disputa, Ramon Martí es va llançar a escriure el Capistrum iudaeorum, molt polèmic, contra jueus i sarraïns. Poc després amb Francesc Cendra viatjaren a Tunis a convertir moros i retornaren a Aigüesmortes (setembre de 1269), passant a peu per Montpeller camí de Barcelona.
Per la difusió que tingué, destaca sobre les seves obres el Pugio fidei contra iudaeos (1278) (altrament conegut com el Punyal de la fe) escrit en llatí i farcit de textos en hebreu de totes les provinences: Bíblia, Talmud, Mixnà, Alcorà, Maimònides, Moisès ibn Ezra, Avicenna, Algatzell, Alfarabi i Averrois. Aquesta ha estat una de les obres apologètiques més divulgades, perquè al costat d'una erudició en matèries orientals pràcticament immillorable al seu temps, va saber utilitzar l'arsenal conceptual que havia elaborat el company d'hàbit Tomàs d'Aquino a la Summa contra gentiles.